# Konča se z nama
Konča se z nama je ljubezenski roman Colleen Hoover, izdana s strani Atria Books 2. avgusta 2016. Temelji na razmerju med njeno mamo in očetom, Hoover pa jo opisuje kot 'najtežjo knjigo, ki jo je napisala'. Raziskuje teme nasilja v družini in čustvenega nasilja.
V 2019 je bila novela prodana v več kot milijon kopijah po svetu in bila prevedena v več kot dvajset jezikov. V 2021 je novela doživela enkraten vzpon v popularnosti preko TikToka in skočila na lestvice prodaje za 2022 in 2023. Drug del, Začne se z nama, je bil izdan oktobra 2022. Filmska priredba je bila izdana avgusta 2024, scenarij je napisala Christy Hall. Direktiran je bil s strani Justina Baldoni, z Blake Lively, Baldonijem, in Brandonom Sklenarjem v glavnih vlogah.

## Zgodba
23-letna univerzitetna diplomantka Lily Bloom se preseli v Boston z željo po odprtju svoje cvetličarne. Odraščala je v zlomljeni družini - njen kasnejši oče, Andrew, je fizično uničeval njeno mamo, Jenny, za kar ga je Lily sovražila, prav tako je sovražila mamo, ker je ostala z njim. Pred kratkim je dala zadnje sporočilo na pogrebu Andrewa v svojem domačem mestu, Plethora, Maine, med katerim je oznanila, da bo povedala pet stvari, ki jih obožuje pri njem, in potem stala v tišini za nekaj sekund, preden je odšla.
Ko bere skozi svoje otroške dnevnike, se Lily spominja njene prve ljubezni, Atlasa Corrigana, ki je odšel v vojsko, a ji obljubil, da se vrne k njej. Kasneje spozna Ryla Kincaida, šarmantnega, ambicioznega 30-letnega nevrokirurga. Oba sta si atraktivna, a ne gresta v razmerje, ker Lily išče zvestobo, ko je Ryle samo zainterisiran v verigo afer brez razmerja. Ampak, ko Lily uspešno začne svoj biznis, se še vedno srečujeta in začneta razmerje.
Eno noč, se Lily smeji, ko Ryle pomotoma vrže zavitek, in jo jezno udari, preden se začne frantično opravičevati. Lily se spomni svojega otroštva; medtem ko je zgrožena, se odloči, da sta različna od njenih staršev in sprejme njegova opravičila, a ga opozori, da ga bo zapustila, če jo spet poškoduje.
Ko jesta v restavraciji z Rylom, ugotovi, da je Atlas lastnik in glavni kuhar tam in spet se srečata, kar povzroči, da je Ryle takoj ljubosumen, kljub njenim besedam, da je Atlas samo prijatelj. Atlas opazi poškodovano oko Lily in Rylovo ovito roko, in sumi, da Ryle morda škodi Lily. Na stranišču jo zaslišuje in jo prosi, da pusti Ryla. Ryle ju vidi in moška se začneta tepsti. Naslednji dan se Atlas oglasi v cvetličarni in Lily mu pove, da ne bi mogla biti srečnejša. Gre stran, a ji da telefonsko številko.
Eno noč, se Lily in Ryle impulzivno poročita v Vegasu, in imata stabilno poroko, dokler Ryle ne najde Atlasove številke in jo potisne po stopnicah. Potem prizna, da je pomotoma ustrelil in ubil njegovega brata Emersona kot otrok, rezultat tega je nerešena travma, ki se prikaže v nekontrolirani jezi. Lily mu oprosti, a kasneje on najde in prebere njene otroške dnevnike; verjame, da je imela afero z Atlasom, poskuša jo posiliti, nasilno jo spravi v nezavest, ko se ona poskuša ščititi.
Lily se zbudi, zbeži iz hiše, in pokliče Atlasa. Pelje jo do bolnice, kjer ugotovi, da je noseča z otrokom od Ryla, za kar se odloči, da bo skrivnost. Ostane z Atlasom za naslednjih nekaj dni, ko Ryle gre delati v Anglijo, in se čez čas preseli nazaj domov, ko je Ryle še vedno izven države. Atlas prizna, da ima še vedno čustva do Lily, a jih je zadrževal zaradi poroke z Rylom. Končno dojame, čez kaj je šla njena mama, in Lily prizna Jenny o nasilju. Jenny namigne, naj Lily zapusti Ryla in naj ne naredi iste napake, ki jo je storila ona.
Ko se Ryle vrne, Lily tvori dogovor z njim in mu pusti, da ji pomaga čez zadnjih nekaj mesecev nosečnosti, a ostane čustveno oddaljena od njega. Lily kasneje rodi hčerko, ki jo poimenuje po Rylovem preminulem bratu. Ko rodi, se Lily odloči, da ne želi svoje hčerke, da je priča Rylovemu agresivnemu napadanju, in mu pove, da želi ločitev. Joče in jo prosi, naj premisli, a končno razume njeno perspektivo in se strinja, da gresta vsak svojo pot, ko ga vpraša kako bi odreagiral, če bi njegova hčerka prišla do njega in mu povedala, da jo njen partner tepe. Lily upa, da je končno končala cikel nasilja v svoji družini, in hčerki pove, 'Konča se z nama.'
V epilogu Lily, ki skkrbi za otroka z Rylom, najde Atlasa in mu pove, da je pripravljena obuditi razmerje z njim.

## Ozadje in izid
Konča se z nama je založil Atria Books 2. avgusta 2016.  Temelji na razmerju njene mame in očeta, in Hoover razlaga, da je to najtežja knjiga, ki jo je napisala do zdaj. Raziskuje teme nasilja v družini in čustvenega nasilja. Knjiga je še vedno označena kot 'romantična novela'. Založniki knjige so jo opisali kot zgodbo o deloholiku z predobro da bi bilo romanco, ki ne more nehati razmišljati oprvi ljubezni.
18. aprila 2023 je bila izdana posebna izdaja za zbiratelje. Vsebuje intervju med Hooverjevo in njeno mamo in je na voljo v trdi izdaji z aluminijastim ovojem, posebnim vezjem in na novo oblikovanem papirju ki se ovije okoli prve in zadnje plati.

### Pobarvanka
V 2023 je Hoover oznanila, da namerava izdati pobarvanko, ki temelji na Konča se z nama. Kasneje se odloči, da projekt prekliče, ker so jo bralci kritizirali z izjavami, ona je trdila, 'da je pobarvanka bila ustvarjena v mislih z Lilyjino močjo, a lahko vidim, kako bi se lahko razvilo.' Atria Books je kasneje potrdilo preko platforme X (prejšnji Twitter) da ne bodo nadaljevali z izdajo pobarvanke.

## Odzivi

### Kritični odgovori
V mnenju je Kirkus Reviews zapisal: razmerja so prikazana sočutno in iskreno, in končal s tem, da novela močno prikaže propad nasilja - in moč zmagovalcev. Romantic Times je navedel: Konča se z nama je perfekten primer pisanja avtorja in njeno možnost, da splete skupaj veselo, romantično in realno zgodbo. Ne glede na stopnjo navdušenosti, bodo bralci ljubili in spoštovovali protagonistko Lily in se nekaj naučili.

### Prodaja
V 2019 je novela bila prodana v več kot milijon kopijah po svetu in bila prevedena v več kot dvajset jezikov.
V 2021, je bila novela - in Hooverjeva dela na splošno - del fenomena rasti v popularnosti zaradi pozornosti od #BookTok skupnosti na TikToku. Januarja 2022 je Konča se z nama bila številka ena na The New York Times Best Seller seznamu. Bila je številka 1 na Publishers Weekly seznamu za odrasle in številka 1 na splošno v prvih šestih mescih leta 2022, skupno prodanih 925,221 enot. Prav tako je bila številka 1 na Publisher Weekly letnem seznamu, prodanih je bilo 2,729,007 kopij. Najbolje prodajana novela leta 2023 tudi, skupno 1,292,733 kopij. Konča se z nama ima več kot bilijon označb na TikToku.
Po napovedniku filma se je novela vrnila kot številka ena na Amazonu. 11. avgusta 2024, dva dneva po izidu filma, se je novela vrnila kot številka ena na The New York Times Best Seller seznam.

### Ostalo
Novela je zmagala 2016 Goodreads Choice Award za najboljšo romanco.

## Drug del
Februarja 2022 je bilo oznanjeno, da Atria Books izdaja nadaljevanje Konča se z nama oktobra 2022. Drugi del, Začne se z nama, je bil izdan 18. oktobra 2022. Nadaljevanje se nadaljuje, kjer se Konča se z nama konča in se osredotoča na razmerje med Lily in Atlasom.

## Filmska priredba
Julija 2019 je Justin Baldoni izbral novelo za filmsko priredbo, producirano s strani njegovega podjetja Wayfarer Entertainment. Januarja 2023 je Blake Lively bila izbrana za vlogo Lily Bloom. Baldoni, ki igra Ryla Kincaida, je režiral film in Christy Hall je preoblikovala scenarij. Aprila 2023 je Brandon Sklenar bil izbran za vlogo Atlasa.